# Жекі-Малі
Жекі-Малі (пол. Rzeki Małe) — село в Польщі, у гміні Кломниці Ченстоховського повіту Сілезького воєводства.
Населення — 296 осіб (2011).
У 1975-1998 роках село належало до Ченстоховського воєводства.

## Демографія
Демографічна структура станом на 31 березня 2011 року:
|          | Загалом | Допрацездатний вік | Працездатний вік | Постпрацездатний вік |
| -------- | ------- | ------------------ | ---------------- | -------------------- |
| Чоловіки | 142     | 29                 | 92               | 21                   |
| Жінки    | 154     | 26                 | 88               | 40                   |
| Разом    | 296     | 55                 | 180              | 61                   |